# Devise
Devise (fransk, af latin dividere, dele) var i riddertiden, da devisen opkom, betegnelse for en sentens eller et enkelt ord i nøje forbindelse med en eller anden figur, malet på skjold eller harnisk eller broderet på faner, skærf og lignende, senere også på klædedragten. Som eksempler kan anføres, at Frans 1. af Frankrig førte en kronet
salamander, omgivet af flammer, med sentensen Nutrisco et extinguo, kejser Karl 5. to kronede herkulessøjler – Plus ultra –, Henrik 8. af England et kronet faldgitter – Securitas altera – og en strålende sol med sentensen Nec pluribus impar kendes som fanedevise fra Ludvig 14. af Frankrigs tid. Ikke blot enkelte personer, også hele slægter, munke- og ridderordener, byer, selskaber osv. førte deviser.
I modstrid med den oprindelige betydning blev deviser efterhånden den blotte betegnelse for sentensen, valgsproget, i ældre tid som regel affattet på latin eller fransk, udtrykkende anskuelser, trosbekendelse, smag, personlige egenskaber eller hentydende til vedkommendes stilling. I deres ordlyd var de af højst forskellig art, moralsk, kristelig, satirisk osv. En devise kunne være så kortfattet, at den blev uforståelig, ikke mindst når den var afkortet til de pågældende ords begyndelsesbogstaver. Også udråb, f.eks. under slaget (slægten Bourbons devise var Bourbon Notre Dame!), ordspil, endog en enkelt dato (byen Saint-Germain-en-Layes "5. september 1638", Ludvig 14.s fødselsdag) blev benyttet. I betydningen sentens alene træffes devise f.eks. under utallige våben, undertiden hentydende til figurer i disse, på faner, mønter, ordensinsignier, ekslibris, ja selv på bygningsværker og skibe (agterstavnen). De engelske kongers arvelige devise Dieu et mon droit læses under Englands våben, særlig kendt er også det nederlandske våbens Je maintiendray, Preussens Gott mit uns osv.
Blandt de deviser, der er knyttede til ridderordener, kan nævnes Hosebåndsordenens Honny soit qui mal y pense, Dannebrogordenens "Gud og Kongen", Nordstjerneordenens Nescit occasum, Olavsordenens "Ret og Sandhed" (stifteren Oscar 1. af Sveriges devise), den sorte
ørns Suum cuique osv. Sådanne deviser føres også ofte i forbindelse med landenes våben.